# Love at First Hiccup
Love at First Hiccup är en amerikansk tonårskomedi från 2009 i regi av Barbara Topsøe-Rothenborg. Filmen är en nyinspelning av den danska filmen Kærlighed ved første hik, som släpptes 1999.

## Handling
Filmen handlar om high school förstaårselev Victor, som förälskar sig i den vackra högstadieelev Anya.

## Rollista
| Scout Taylor-Compton | – Anya      |
| Devon Werkheiser     | – Victor    |
| Tania Verafield      | – Marisa    |
| Ken Luckey           | – Peter     |
| Adam J. Bernstein    | – Brian     |
| Nicholas Braun       | – Ernie     |
| Daniel Polo          | – Zack      |
| Sean Marquette       | – Nick      |
| Ray Wise             | – Roger     |
| Rebecca Staab        | – Constance |
| Ann Cusack           | – Beatrice  |
| James Eckhouse       | – Christian |
| Andrew 'A.C.' Slmet  | – Boy       |
| Josh Blaylock        | – Guy       |
| Brie Gabrielle       | – Lisa      |